# منتخب الولايات المتحدة لكرة السلة على الكراسي المتحركة للسيدات
منتخب الولايات المتحدة لكرة السلة على الكراسي المتحركة للسيدات هو ممثل الولايات المتحدة الرسمي في المنافسات الدولية في كرة السلة على الكراسي المتحركة للسيدات .